# Jan Hörl
Jan Hörl, avstrijski smučarski skakalec, * 16. oktober 1998, Schwarzach im Pongau, Avstrija.
Hörl je član kluba SC Bischofshofen in avstrijske državne reprezentance. Na svetovnih mladinskih prvenstvih je leta 2018 v Kanderstegu osvojil srebrno medaljo na ekipni tekmi in bronasto na tekmi mešanih ekip. V svetovnem pokalu je debitiral 4. januarja 2019 na tretji tekmi Turneje štirih skakalnic v Innsbrucku, ko je z 29. mestom prvič osvojil točke svetovnega pokala. 30. novembra 2019 se je na tekmi v Ruki prvič uvrstil v prvo deseterico z devetim mestom, 22. decembra pa prvič na stopničke s tretjim mestom v Engelbergu. Po slabši sezoni 2020/21 brez uvrstitve v prvo deseterico je 5. decembra 2021 dosegel svojo prvo zmago v karieri na tekmi v Wisłi. V sezoni 2022/23 se mu ni uspelo uvrstiti na stopničke, toda sezona 2023/24 je bila najuspešnejša v njegovi karieri, z zmagama v Innsbrucku in Zakopanih, dvema drugima in štirimi tretjimi mesti je osvojil četrto mesto v skupnem seštevku svetovnega pokala in tudi na Turneji štirih skakalnic. Nastopil je na Zimskih olimpijskih igrah 2022 ter dosegel 19. mesto na srednji in 9. na veliki skakalnici posamično ter zlato medaljo na ekipni tekmi. Na svetovnih prvenstvih je nastopil v letih 2019, 2019 in 2023 ter osvojil srebrno medaljo leta 2019 in bronasto leta 2023 na ekipnih tekmah, na svetovnih prvenstvih v poletih pa je na ekipnih tekmah osvojil srebrno medaljo leta 2024 na Kulmu.